# Comarca de Noia
Noia is een comarca van de Spaanse provincie A Coruña. De hoofdstad is Noia, de oppervlakte 324,7 km² en het heeft 36.482 inwoners (2005).

## Gemeenten
Lousame, Noia, Outes en Porto do Son.